# Pietropawłowsk (Kazachstan)
Pietropawłowsk (kaz. Петропавл, Petropawł; ros. Петропавловск, Pietropawłowsk) – najbardziej wysunięta na północ stolica obwodu w Kazachstanie, położona 40 km na południe od granicy z Rosją, 428 km na północ od Astany. Na początku 2021 roku Pietropawłowsk zamieszkiwało 219 822 osoby. Miasto zajmuje powierzchnię 224,91 km². Jest jedyną większą miejscowością leżącą przy trasie M51.

## Geografia
Pietropawłowsk położony jest w południowo-zachodniej części Niziny Zachodniosyberyjskiej.

### Wody
Miasto leży na prawym brzegu rzeki Iszym, najdłuższego dopływu Irtyszu. Niedaleko Pietropawłowska znajduje się wiele jezior i zatok, m.in. jezioro Bolszoje Biełoje, Piostroje, Kisztibisz, Małoje Biełoje, Gorkoje.

### Klimat
Klimat jest ostro kontynentalny, cechujący się silnymi wahaniami temperatury (zima-lato). Wiosną panuje mokra, śliska pogoda, ale z dużą liczbą słonecznych dniami. Lata są gorące i suche. Sezon deszczowy trwa od sierpnia do września. Na początku jesieni pogoda jest bezchmurna. Tzw. „babie lato” z ciepłą i suchą pogodą oraz bezchmurnym niebem w środku pochmurnej i zimnej jesieni trwa od jednego do dwóch tygodni. Zima jest mroźna (od −25 do −34 °C), długa na ponad 5 miesięcy i słoneczna, z pokrywą śnieżną na poziomie 40–50 cm. Występują zamiecie śnieżne oraz zlodowacenia ziemi.
- Średnia roczna temperatura powietrza wynosi +2,3° C.

- Względna wilgotność powietrza – 73,8%.

- Średnia prędkość wiatru wynosi 4,3 m/s. W okresy zimy może dochodzić do 20–25 m/s.

- Średnie roczne opady wynoszą 379 mm.

## Skład narodowościowy
Stanem na początek 2020 roku:
- Rosjanie – 129 970 osób (59,28%)
- Kazachowie – 65 739 osób (29,99%)
- Tatarzy – 6 573 osoby (3,00%)
- Ukraińcy – 4500 osób (2,05%)
- Niemcy – 4 237 osób (1,93%)
- Polacy – 1036 osób (0,47%)
- Białorusini – 969 osób (0,44%)
- Azerbejdżanie – 931 osób (0,42%)
- Ormianie – 921 osób (0,42%)
- Tadżycy – 886 osób (0,40%)
- Uzbecy – 275 osób (0,13%)
- inne – 3194 osób. (1,46%)

Kupcy rosyjscy zamieszkali Pietropawłowsk, bo miasto po utracie swojej pierwotnej funkcji ochronnej zostało ważnym punktem handlowym.
Polacy i Niemcy trafili do północnego Kazachstanu w latach 1936–1945 po wymuszonej deportacji stalinowskiej. Zamieszkali oni rejon Tajynsza, np. m.in. taki miejscowości jak Zielony Gaj, Donieckoje, Podolskoje itd.
Polacy na terenie wschodniej Polski byli postrzegani przez Stalina jako możliwi szpiedzy, którzy chętnie mogliby nawiązać kontakt z Niemcami i pomóc im w walce przeciwko ZSRR. Dlatego zostali wysiedleni pociągami na stepy północnokazachstańskie, gdzie zmuszeni byli wykopywać swoje domy w ziemi, a dachem była zwykła trawa stepowa. Ważną rolę odegrali w ich życiu Kazachowie, którzy udzielali im pomocy w zdobywaniu jedzenia i innych materiałów.

## Symbole miasta

### Herb Pietropawłowska

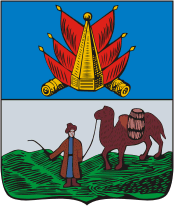
Dawny herb Pietropawłowska

Pierwszy herb Pietropawłowsk otrzymał 7 września 1842 r. na mocy ustawy nr 16351. Miasto wchodziło wówczas w skład tobolskiej gubernii, stąd w górnej połowie tarczy znajduje się dawny herb Tobolska. W dolnej połowie tarczy znajduje się „na srebrnym górskim polu w górach wielbłąd załadowany dwiema belami i prowadzony na linie przez Azjatę”.

Nowoczesny herb Pietropawłowska

Współczesny herb składa się z koła z tradycyjnym kazachskim ornamentem w otoku. Koło jest podzielone na 4 części kratką, stylizowaną na kopułę jurty. Każda z części przedstawia elementy, charakteryzujące Pietropawłowsk na początku XXI wieku. U góry jest to klucz, symbolizujący położenie geograficzne Pietropawłowska, będącego „północną bramą Kazachstanu”. Po prawej stronie jest umieszczony snop zboża, podkreślające ważną dla miasta rolę rolnictwa i przedsiębiorstw przetwórstwa rolnego. W dolnej części znajduje się otwarta książka, symbolizująca kulturę i oświatę, z kolei w lewej części – koło zębata, symbolizująca przemysł i produkcję. Całość dopełnia wstążka z nazwą miasta w języku kazachskim.

## Religia
Tradycyjne wyznania Pietropawłowska to islam i chrześcijaństwo.
Na początku XX wieku w Pietropawłowsku było sześć kamiennych i trzy drewniane meczety. Pierwszy kamienny meczet został zbudowany za zgodą cesarzowej Katarzyny II w 1795 roku. Szósty kamienny meczet został zbudowany przez kupca Walitę Jangurazowa i jego syna w 1882 roku. Oprócz meczetu podgórskiego, w osadzie tatarskiej, na zachód od centrum miasta, zbudowano pięć pozostałych meczetów kamiennych. Jeden z nich znajduje się na cmentarzu muzułmańskim w centrum miasta, który został zamknięty w 1849 roku. Do początku XXI wieku dotrwało pięć kamiennych meczetów z sześciu o różnym stanie zachowania. Nie zachował się z kolei żaden z trzech drewnianych meczetów, które funkcjonowały na początku wieku.

## Kultura

### Domy kupców w stylu „sybirskierokoko”[2]
Korzystne położenie geograficzne uczyniło z Pietropawłowska jedno z największych ośrodków handlowych. Z dokumentów archiwalnych wynika, że „w 1777 r. w twierdzy św. Piotra sprzedano więcej towarów niż w twierdzach w Ust-Kamenogorsku, Semipałatyńsku, Jamyszewie i Omsku razem wziętych”. Kupcy wnieśli znaczący wkład w wygląd architektoniczny Pietropawłowska. Ich domy i sklepy wciąż zdobią ulice miasta. Znajdują się one głównie przy reprezentacyjnej ulicy Konstytucji Kazachstanu. Prawie wszystkie z nich to budowle z końca XIX–początku XX wieku.

#### Dom Striełowa
Wybudowany w 1891 piętrowy budynek z czerwonej cegły. Początkowo znajdowały się w nim apteka, sklep z perfumerią i chemią gospodarczą. Podobnie jak wiele starych budynków w Pietropawłowsku, jest owiany legendami. Według niepotwierdzonych doniesień, w czasach radzieckich z balkonu domu Striełowa przewodniczący Wszechrosyjskiego Centralnego Komitetu Wykonawczego Michaił Kalinin wygłosił przemówienie o pomocy głodującym ludziom w Moskwie i Leningradzie. Obecnie znajduje się tutaj Północnokazachstańskie muzeum historyczne i krajoznawcze.

#### Dom przewodniczącego rady miejskiej Czeremisinowa
Wybudowany w 1895 roku. Do 1917 r. w budynku mieścił się warsztat kupiecki. Czeremisinow był znany z podpisania umowy z niemiecką firmą handlową „Singer & K°” sprzedaży maszyn do szycia i druku. Do Pietropawłowska przybył z permskiej gubernii. W wieku 30 lat posiadał przyzwoity jak na te czasy kapitał, zbudował własny dom i sklep. W branżowych i przemysłowych informatorach z początku XX wieku znajdował się na pierwszych pozycjach list handlarzy herbatą, cukrem i innymi produktami przemysłowymi. Obecnie w budynku mieści się klinika stomatologiczna.

### Teatry

#### Teatr muzyczny i dramatyczny im. Säbita Mukanowa(inne języki)
Przedstawienia są w języku kazachskim. Widzowie rosyjskojęzyczni otrzymują słuchawki, podłączane do podłokietnika.

#### Teatr lalek
Funkcjonuje od lutego 1991 roku. Oprócz sztuk dla dzieci wcześniej odbywały się tam pokazy kina oraz imprezy sylwestrowe.

#### Teatr Dramatyczny im. Nikołaja Pogodina(inne języki)
Od 1986 roku teatr nosi imię radzieckiego dramaturga, laureata Nagrody Lenina, N.F.Pogodina. W godzinach porannych są przedstawiane sztuki dla dzieci, wieczorem – dla dorosłych. W ramach teatru działa studio teatralne dla młodych aktorów.

### Muzea

#### Północnokazachstańskie muzeum historyczne i krajoznawcze
Otwarte w 1924 roku. W holu muzeum znajduje się mapa regionu Północnego Kazachstanu wielkości całej ściany. W muzeum można zobaczyć eksponaty z różnych epok, w tym z teraźniejszości. Flora i fauna regionu północnego Kazachstanu jest bardzo szczegółowo pokazana na parterze w postaci wypchanych zwierząt z ich naturalnym środowiskom w tle.
Są także militaria, jurty, kazachska odzież ludowa oraz oddział poświęcony pierwszemu prezydentowi Kazachstanu Nursułtanowi Nazarbajewowi.

#### Północnokazachstańskie muzeum sztuk pięknych
Otwarte w 1989 roku. Muzeum posiada wystawę stałą i czasowe jak np. wystawa Kriestnikowa, rysunków dzieci.

#### Północnokazachstańska Filharmonia(inne języki)
Otwarta w 1965 roku na bazie biura koncertowo-rozrywkowego miejskiego Pałacu Kultury.

## Sport
- Kułagier Pietropawłowsk – klub hokejowy
- Kyzyłżar Petropawł – klub piłkarski
- Stadion Awangard

## Transport
- Port lotniczy Petropawł
- Trolejbusy w Pietropawłowsku